# Alpioniscus boldorii
Alpioniscus boldorii är en kräftdjursart som beskrevs av Arcangeli 1952. Alpioniscus boldorii ingår i släktet Alpioniscus och familjen Trichoniscidae.

## Underarter
Arten delas in i följande underarter:
- A. b. boldorii
- A. b. macedonicus